# Шампањ Мутон
Шампањ Мутон (фр. Champagne-Mouton) насеље је и општина у западној Француској у региону Поату-Шарант, у департману Шарант која припада префектури Конфолан.
По подацима из 2011. године у општини је живело 970 становника, а густина насељености је износила 42,94 становника/km². Општина се простире на површини од 22,59 km². Налази се на средњој надморској висини од 176 метара (максималној 194 m, а минималној 115 m).

## Демографија
| 1962. | 1968. | 1975. | 1982. | 1990. | 1999. | 2011. |
| ----- | ----- | ----- | ----- | ----- | ----- | ----- |
| 987   | 1.063 | 938   | 975   | 1.012 | 984   | 970   |

График промене броја становника у току последњих година